# Clemens Hader
Clemens Hader von Hadersberg, genannt Clementino oder Clementin (* um 1655; † vor dem 14. Februar 1714 in Saint-Cloud) war ein deutsch-österreichischer Opernsänger (Sopran) des Barock. Er war einer der wenigen bekannten Kastraten, die nicht aus Italien, sondern aus Österreich bzw. Deutschland stammten.

## Leben
Das Leben von Clementin von Hadersberg ist nur ansatzweise erforscht.
Vom 1. Januar 1672 bis März 1687 wirkte er in Wien an der Kaiserlichen Hofkapelle als Sopranist. Dabei dürfte er außer in Kirchenmusik höchstwahrscheinlich auch in Opern und Oratorien des kaiserlichen Kapellmeisters Antonio Draghi aufgetreten sein und vielleicht auch Musik vom komponierenden Kaiser Leopold I. gesungen haben. Es gibt jedoch nur wenige genaue Informationen, weil die Namen der Interpreten von Opern am Kaiserhof seinerzeit nicht in den Libretti vermerkt wurden.
Nachgewiesen ist seine Mitwirkung in der Oper Il fuoco eterno custodito dalle Vestali (30. Oktober 1674), mit Musik von Antonio Draghi, Kaiser Leopold, und Johann Heinrich Schmelzer. Die Stars dieser Produktion waren die Primadonna Giulia Masotti, und die Kastraten Vincenzino (Vincenzo Olivicciani) und „Franzl“ (Adam Franz Günther, Sohn des Organisten Karl Günther an der Michaelerkirche in Wien).
In seiner Wiener Zeit hatte Clementin Hader daneben auch Gastauftritte auf diversen anderen Opernbühnen.
Auf einer Italienreise wurde er 1681 zusammen mit Georg Muffat in Verona in einem Lazarett in Quarantäne gehalten.
1682 sang er in München in Agostino Steffanis Oper Servio Tullio und in Giuseppe Antonio Bernabeis Ascanio in Alba. Im Mai 1682 trat er nachweislich im Teatro Ducale von Mantua in Giovanni Legrenzis Oper Ottaviano Cesare Augusto auf, neben Margherita Salicola, Francesco de Castris (genannt „Cecchino“), und dem Tenor Giovanni Buzzoleni. Da er im Libretto bereits auf Italienisch als „Clementino de Nadersbergh“ und „Musico di S.M.C“ angekündigt wurde, war er zu dieser Zeit bereits vom Kaiser geadelt worden.
Im Karneval 1683 sang er in Venedig am Teatro San Salvatore die Partie des Bassiano in der Uraufführung von Legrenzis I due Cesari. Besonders bewundert wurde er wegen einer Arie mit konzertierender Trompete und selbst in Paris konnte man im Mercure Galant lesen, er habe „… eine der schönsten Stimmen, die es derzeit in der Oper gibt“.
1686 gastierte Clementino wiederum in München bei der Hochzeit des bayerischen Kurfürsten Maximilian II. Emanuel und erhielt dafür eine hohe Gage von 1500 Gulden. Im Jahr darauf (1687) trat er offiziell in die Dienste des Kurfürsten bis an sein Lebensende.
Am Münchner Hof sang er häufig in Opern von Agostino Steffani, so 1688 in Niobe, regina di Tebe. Bei einem Staatsbesuch von Kaiser Leopold I. in München wurde am 5. Februar 1690 eine Oper Eraclio aufgeführt, deren Musik wahrscheinlich von Clementin Hader komponiert wurde.
Mit der Erlaubnis von Maximilian II. Emanuel durfte Clementino auch an anderen deutschen Fürstenhöfen auftreten und wurde dabei geradezu herumgereicht. Allein im Jahr 1692 sang er in Hannover in Opern von Steffani und war vermutlich auch in Dresden; und im gleichen Jahr folgte er Maximilian II. Emanuel nach Brüssel, als dieser Gouverneur der südlichen Niederlande wurde. Um dieselbe Zeit wollte ihn Graf Philipp Christoph von Königsmarck (der Bruder der berühmten Aurora) als Musiklehrer für seine Töchter mit Sophie Dorothea von Celle einstellen.
Auch 1693, 1695 und 1696 war Clementino wieder in Hannover, um für Steffani zu singen.
Als der bayerische Kurfürst 1704 nach Brüssel und Frankreich ins Exil gehen musste, gehörte Clementin Hader zu den Musikern, die ihn begleiteten. Der Sänger starb in Saint-Cloud in der Nähe von Paris vor dem 14. Februar 1714.
Laut Johann Heinrich Schmelzer (1678) hatte Clementin Hader eine „gute Stimme“ mit einem Umfang von d‘ bis a‘‘. Auf dem Höhepunkt seiner Karriere in den 1680er und -90er Jahren war der Sänger sehr gesucht und wurde noch 1726 im Mercure de France wegen seiner schönen Stimme als einer der besten Sänger der italienischen Oper seiner Zeit erwähnt.

## Einzelanmerkungen
1. 1 2 3 4 5 6 7 8 9 10  Karl-Josef Kutsch, Leo Riemens: Hader, Clemens, in: Großes Sängerlexikon, Band 4, Walter de Gruyter, 2003 / 2012, S. 1914–1915,
 online auf online (Abruf am 24. Dezember 2019)
2. ↑  Die genaue Nationalität ist anscheinend nicht bekannt, da man offenbar den genauen Geburtsort nicht kennt. Wenn er im Gebiet des heutigen Österreich geboren sein sollte, das zum „Heiligen römischen Reich deutscher Nation“ gehörte, war er damals gleichzeitig auch Deutscher.
3. ↑  Janet K. Paige: Sirens on the Danube: Giulia Masotti and Women Singers at the Imperial Court. … 2015, online, Abschnitt 4.4.
4. ↑  Die auf Barocksänger spezialisierte französische Website Quell’Usignolo erwähnt außerdem Clementinos Mitwirkung in Draghis I Varii Effetti d'amore in einer Frauenrolle. Leider gibt der Autor keine genaue Quelle dafür an. Clement Hader dit Clementino (aussi Clement, Clemens, Clementin, von Hadersberg, Hader von Hadersberg, Nadersbergh), online auf Quell’Usignolo (französisch; Abruf am 24. Dezember 2019)
5. ↑  „Hader, Clemens (Clementin)“, Kurzbio im  Österreichischen Musik Lexikon online (Abruf am 25. Dezember 2019)
6. ↑  S.M.C. = lateinisch Sua Maesta Cesarea, also „Musiker seiner kaiserlichen Majestät“
7. ↑  Liste der Interpreten auf Seite 3 im Libretto online (Abruf am 24. Dezember 2019)
8. ↑  Ottaviano Cesare Augusto (Giovanni Legrenzi) im Corago-Informationssystem der Universität Bologna.
9. ↑  Clement Hader dit Clementino (aussi Clement, Clemens, Clementin, von Hadersberg, Hader von Hadersberg, Nadersbergh), online auf Quell‘Usignolo (französisch; Abruf am 24. Dezember 2019)
10. ↑  Dies widerspricht Kutsch-Riemens, die behaupten, er sei erst nach 1686-87 vom bayerischen Kurfürsten mit dem Titel „von Hadersberg“ geadelt worden. Karl-Josef Kutsch, Leo Riemens: Hader, Clemens, in: Großes Sängerlexikon, Band 4, Walter de Gruyter, 2003 / 2012, S. 1914–1915,
 online auf online (Abruf am 24. Dezember 2019)
11. ↑  deutsch: „Die zwei Caesaren“. I due Cesari (Giovanni Legrenzi) im Corago-Informationssystem der Universität Bologna.
12. ↑  „Clement Hader, connu sous le nom de Clementin, , …une des plus belles voix d‘Hommes qui soit dans tous les Opéra(s)“. Mercure Galant, März 1683, S. 271–280, hier: S. 279, (online); französisch; Abruf am 24. Dezember 2019
13. ↑  Colin Timms: Polymath of the Baroque: Agostino Steffani and His Music, Peyton and Barber, Oxford University Press, 2003, S. 33, online als Google Book; englisch; Abruf am 24. Dezember 2019
14. 1 2 3  Colin Timms: Polymath of the Baroque: Agostino Steffani and His Music, Peyton and Barber, Oxford University Press, 2003, S. 60, online als Google Book; englisch; Abruf am 24. Dezember 2019
15. ↑  Mercure de France, 1726, S. 93, online (Abruf am 24. Dezember 2019)

| Personendaten    | Personendaten |
| ---------------- | --- |
| NAME             | Hader, Clemens |
| ALTERNATIVNAMEN  | Clementino; Hader, Clementin; Hader, Clement; von Hadersberg, Clemens; von Hadersberg, Clement; von Hadersberg, Clementin; Hader von Hadersberg, Clemens; Hader von Hadersberg, Clementin; de Nadersbergh, Clementino |
| KURZBESCHREIBUNG | deutsch-österreichischer Opernsänger, Kastrat |
| GEBURTSDATUM     | um 1655 |
| STERBEDATUM      | vor 14. Februar 1714 |
| STERBEORT        | Saint-Cloud |